# Ponte dell'Ammiraglio
Ponte dell'Ammiraglio ali Admiralov most je srednjeveški most v Palermu, ki se nahaja na trgu Piazza Scaffa. Nad reko Oreto ga je v času Normanske Sicilije zgradil ammiratus ammiratorum Jurij Antiohijski. Leta 2015 je postal del Unescove svetovne dediščine kot del serije devetih civilnih in verskih struktur, vpisanih kot Arabsko-normanski Palermo ter stolnici v Cefalùju in Monrealu. 

## Zgodovina
Po legendi se most nahaja na mestu, kjer se je nadangel Mihael prikazal normanskemu grofu Rogeriju I. in mu pomagal osvojiti Palermo, takrat islamski bastijon. Dokončan je bil leta 1131, leto dni po kronanju Rogerija II. za prvega kralja Sicilije. Gradnjo je nadzoroval admiral Jurij Antiohijski, najmočnejši mož Kraljevine za Rogerjem II. Most je imel funkcijo povezovanja prestolnice s kraljevimi vrtovi, ki se nahajajo čez reko Oreto, kot je park Favara. Tudi zdaj struktura predstavlja simbol, ki povezuje zgodovinsko središče z obrobno četrtjo Brancaccio.
V srednjem veku je bila dolina reke Oreto bogata z rastlinjem, zlasti z datljevo palmo. V bližini mostu je stal velik dattileto, ki pa ga je leta 1314 - med dolgotrajno vojno med dinastijama Anjou in Barcelono - uničil grof Marzano, zaveznik Roberta Anžujskega, neapeljskega kralja.
V naslednjih stoletjih je dolina Oreto poleg kmetijstva postala tudi mesto za proizvodnjo sladkornega trsa, papirja in drugih proizvodnih dejavnosti. Donosna proizvodnja sladkorja je privedla do nastanka velikih nasadov sladkornega trsa in tudi do velikega krčenja gozdov na nekaterih območjih Conca d'Oro. Ta težava je bila prvi razlog za vrsto poplav, ki so prizadele mesto v zadnjih nekaj stoletjih. 
Od takrat je bil most večkrat poškodovan zaradi prelivov Oreta. Iz tega razloga so že leta 1775 poskusili preusmeriti reko. Do leta 1938 je bila reka preusmerjena in kanalizirana. Sedem let prej, februarja 1931, je Palermo prizadela strašna poplava.
Zahvaljujoč svojemu strateškemu položaju je bil most 27. maja 1860 kraj slavne bitke med Rdečimi majicami Giuseppeja Garibaldija in vojsko Bourboncev Dveh Siciliij med pohodom tisočev.